# Videoschouw

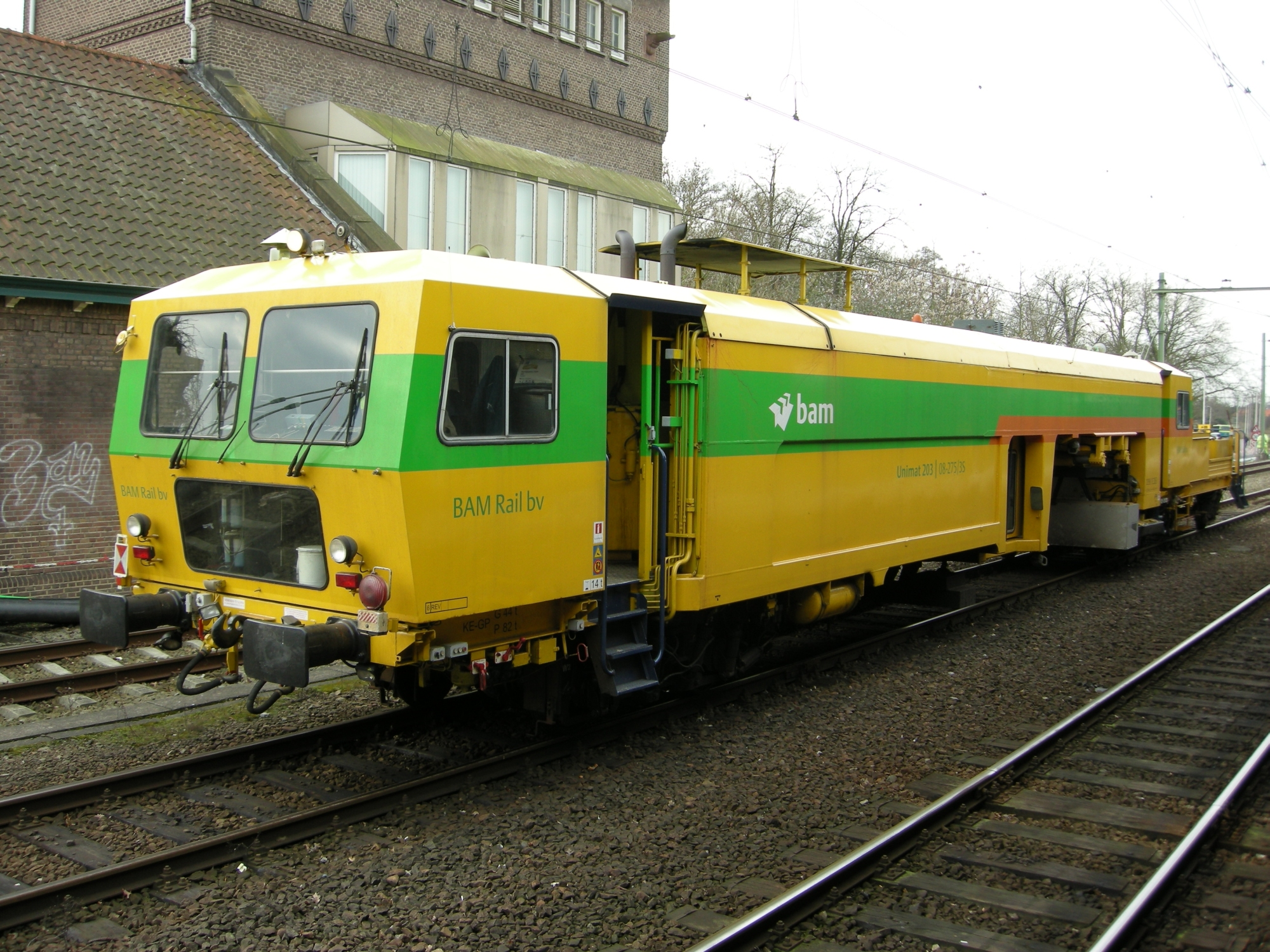
De BAM videoschouwwagen voor het spoor

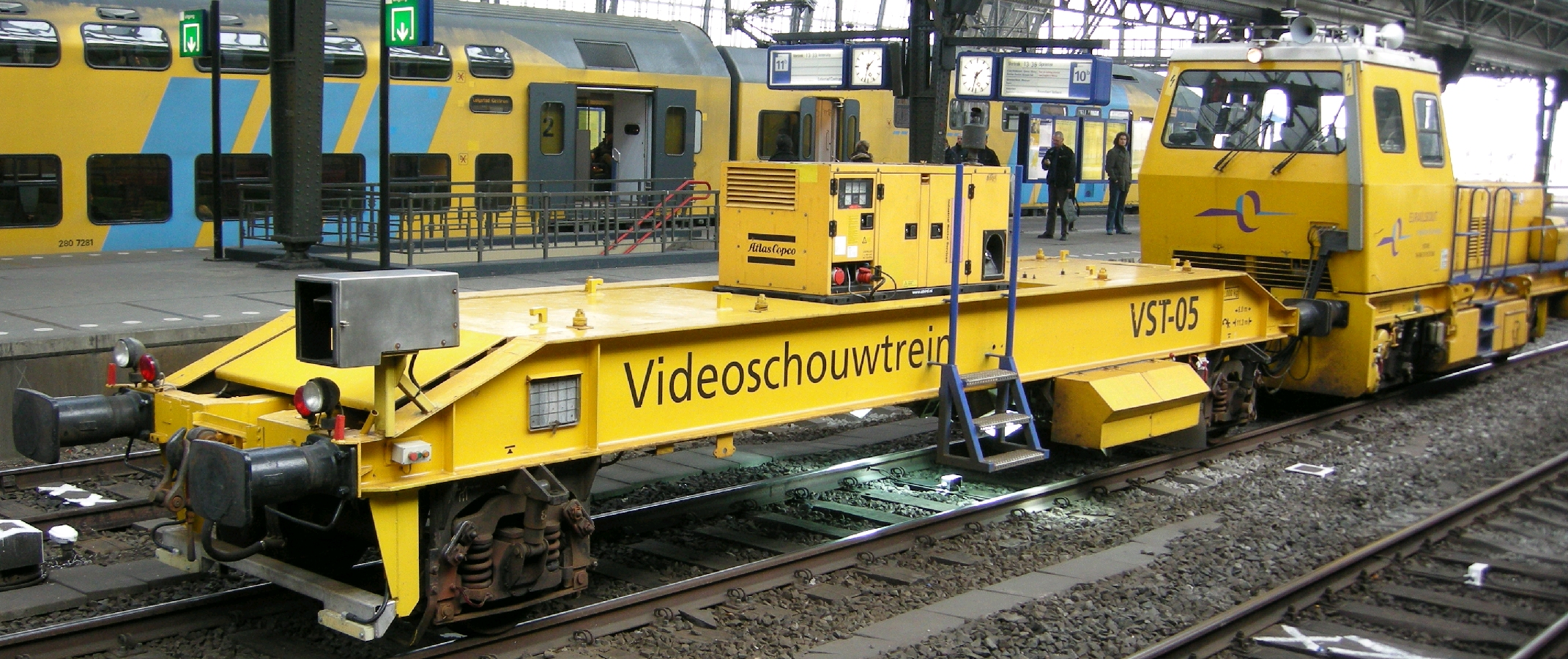
De Eurailscout videoschouwwagen op A'dam CS

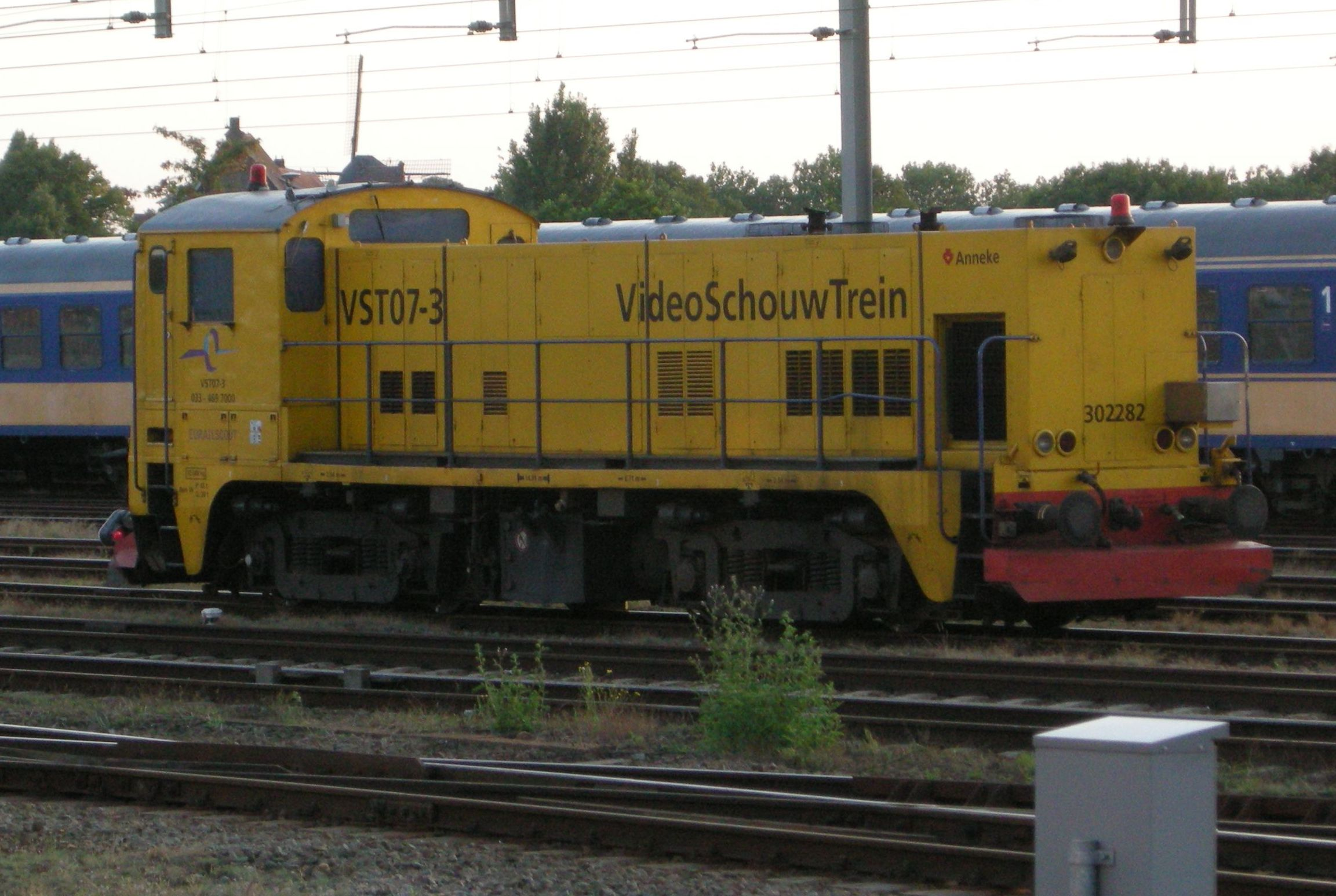
De Eurailscout videoschouwlok VST07-3 op Nijmegen

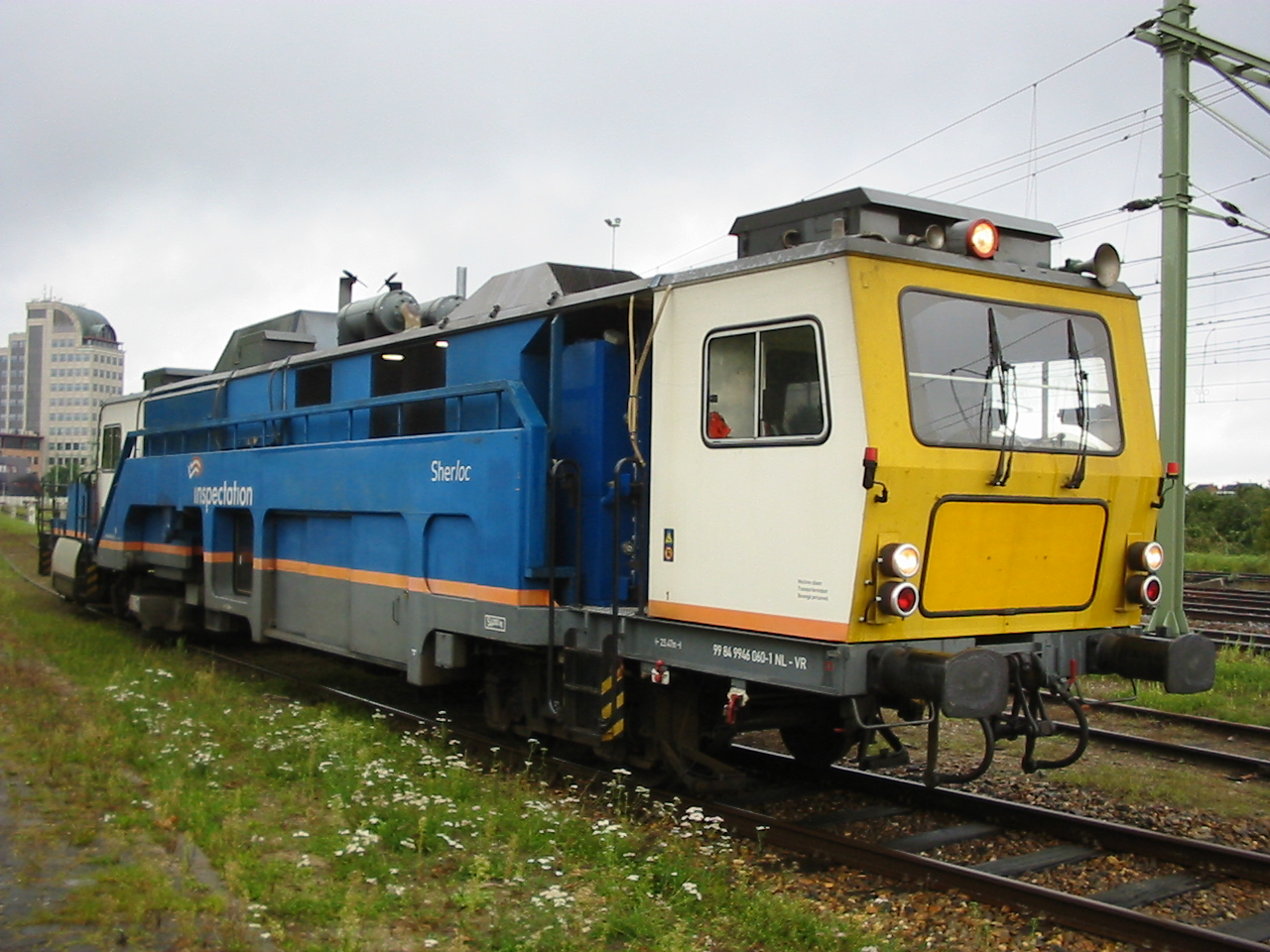
Videoschouwtrein van VolkerRail te Deventer

Een videoschouw is een inspectie met een videocamera, opslagapparatuur zoals een videorecorder, en beeldscherm, van langere trajecten, met betrekking tot reparatie en onderhoud.
Het kan bijvoorbeeld gaan om een spoorweg, een riool, of bijvoorbeeld bij een weg het controleren en aantonen dat de juiste verkeersborden zijn geplaatst.

## Spoor
Met een videoschouwtrein worden baanvakken geïnspecteerd door de toestand van rails, wissels en dwarsliggers op video op te nemen.
In Nederland wordt elk stuk spoor en elke wissel ten minste eenmaal per maand geschouwd. Deze trein rijdt tussen de treinen van de normale dienstregeling door. Aangezien de rijsnelheid lager ligt (hoogstens 80 km/h) moet deze trein op stations of emplacementen uitwijken. Het schouwen van het spoor, inclusief 75 wissels, levert per dag zo'n 40 gigabytes aan gegevens op, welke informatie op twee hardeschijven wordt vastgelegd. De gegevens worden gekoppeld aan gps-informatie en aan het signaal van een digitale tachograaf, die elke millimeter weglengte een puls afgeeft. Het rittenplan wordt door NS-Reizigers opgesteld.
Op de trein zijn zes hightech camera's gemonteerd:
- Camera voor rechter spoorstaaf, gezien van rechtsboven
- Camera voor rechter spoorstaaf, gezien van linksboven
- Camera voor linker spoorstaaf, gezien van rechtsboven
- Camera voor linker spoorstaaf, gezien van linksboven
- Camera voor totaalbeeld van het spoor recht van boven gezien
- Camera voor panoramabeeld van het spoor in horizontale richting gezien (voor oriëntatie in het veld)

Met de eerste vier camera's worden detailopnamen gemaakt met een resolutie van ongeveer 1 mm per pixel. Verlichting wordt gedaan door middel van 3 zeer sterke flitslampen per camera (wit licht). De camera's leveren kleurenbeelden.
Het totaalbeeld wordt gemaakt met behulp van een zogenaamde linescan-camera. Hiermee wordt een doorlopende foto gemaakt van het bovenaanzicht van het spoor. Hier wordt gebruikgemaakt van een laser voor de verlichten (rood). De linescan-camera levert een zwart-witbeeld.
De laatste camera (panorama camera) is eveneens een kleurencamera.
De beoordeling van de opnamen gebeurt meestal elders. In 2008 zitten inspecteurs van BAM Rail in Rotterdam, Dordrecht, Eindhoven en Den Bosch. De inspecteur werkt met drie schermen:
- Het middelste beeldscherm voor het bekijken van de beelden van de camera loodrecht op het spoor
- Het linker beeldscherm toont de beelden van twee detailcamera’s en het beeld van de panoramacamera weergegeven.
- Het rechter beeldscherm toont de beelden van de andere twee detailcamera's.

De beelden leveren voldoende informatie op om (beginnende) gebreken waar te nemen.
Doordat de beelden kunnen worden vergeleken met eerder opgenomen beelden, kunnen voorspellingen gedaan worden over te verwachten slijtage en kan het nodige onderhoud ingepland worden.
De videoschouwtrein van de BAM is van het type Unimat 203, gebouwd door Plasser & Theurer in 1990 en heeft vijf assen. Lengte over buffers: 27,9 meter, gewicht: 74,6 ton. Het schouwsysteem werd gebouwd door Iris Vision Measurement & Inspection BV in 2007 in opdracht van spooraannemer BAM Rail, die de videoschouw uitvoert. In de loop van 2008 is een tweede schouwtrein in gebruik genomen. In datzelfde jaar heeft ook spooraannemer VolkerRail een schouwtrein van dezelfde makelij in gebruik genomen.
De 4 videoschouwtreinen waar Strukton mee werkt zijn van Eurailscout, een onafhankelijk meetbedrijf, het betreft een omgebouwde Stabilisatie-trein en 2 omgebouwde diesellocomotieven van het type NS 2200. De specificaties verschillen niet veel met die van hierboven genoemde machines van de BAM.
De inspecteurs van Strukton zitten in Waalre, Dordrecht, Breukelen, Ede, Zwolle, Coevorden, Meppel, Grouw en Groningen. zij werken met 4 schermen (beeldschermdiagonaal boven: 56 cm, midden: 81 of 102 cm, links en rechts: elk 56 cm geroteerd). Boven staat de database met wissels, links het beeld van de frontcamera en een vergrootglas, in het midden de detailopnames (links en rechts van elke spoorstaaf) en rechts het bovenaanzicht.
De videoschouw is in de plaats gekomen voor de loopschouw, die vanwege steeds strengere veiligheidseisen onderbrekingen in de dienstregeling zou vereisen. Dat is in toenemende mate onwenselijk in verband met de intensieve benutting van het Nederlandse spoorwegnet. Vanaf 14 december 2008 laat spoorbeheerder ProRail het spoor in Nederland uitsluitend met videoschouwtreinen inspecteren. De inspecteurs hoeven nu niet meer langs het spoor te lopen, waardoor er per jaar zo'n 100.000 meer treinbewegingen mogelijk zijn, omdat het treinverkeer hiertoe niet meer stilgelegd hoeft te worden.
Dat de moderne controle van het spoor met de videoschouwtrein geen garantie is voor een onberispelijk spoorwegnet bleek op 25 februari 2013, toen het spoor tussen Utrecht en Rotterdam moest worden afgesloten nadat bij een routinecontrole werd geconstateerd dat een deel van het spoor, tussen station Capelle Schollevaar en Nieuwerkerk aan den IJssel abnormaal versleten was.

## Riool

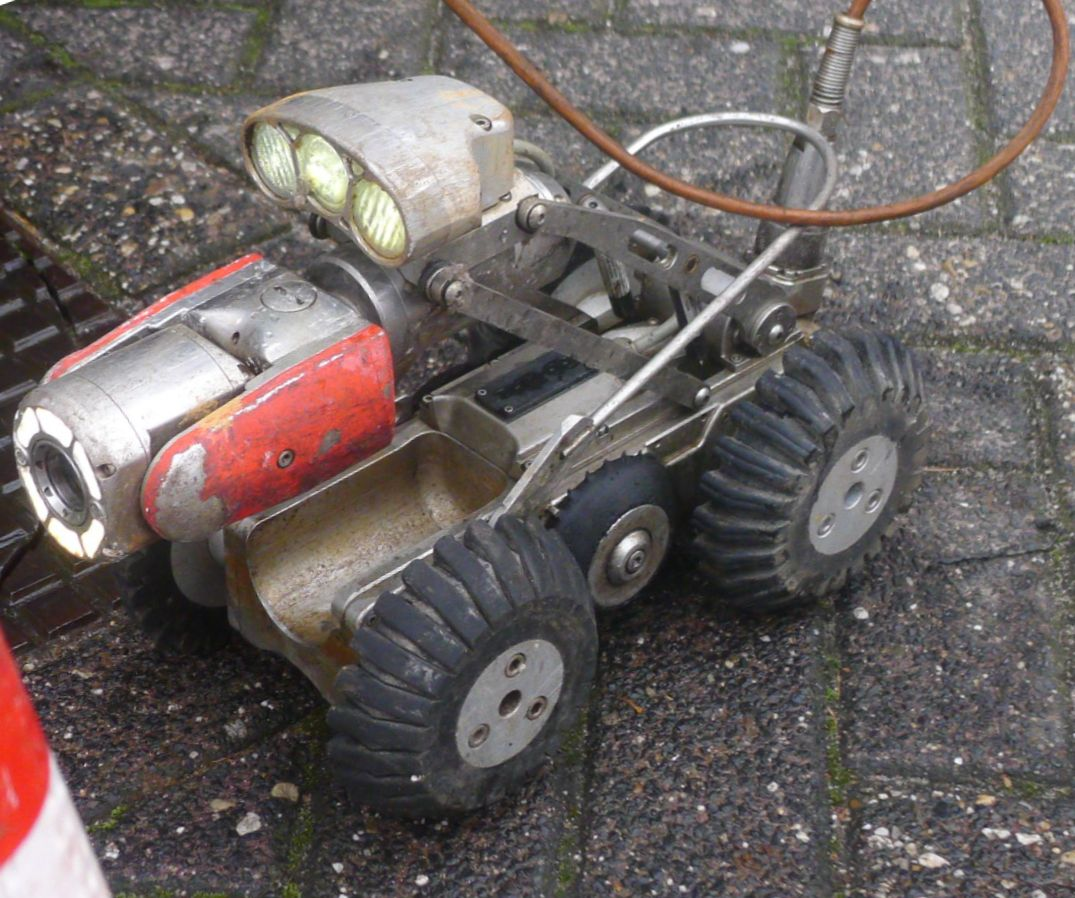
Een inspectiecamerawagentje voor rioolvideoschouw

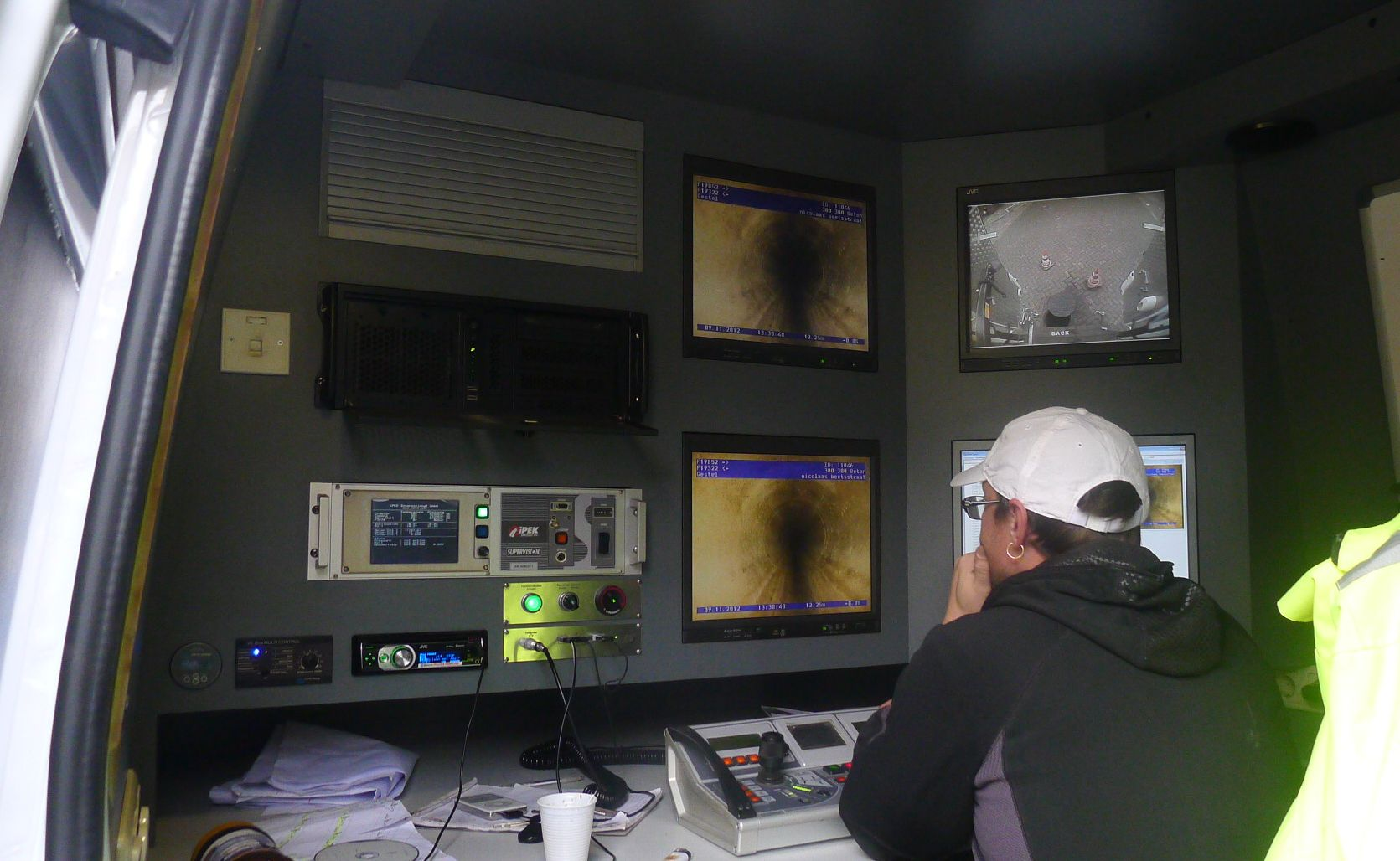
Een mobiel inspectiekantoor voor rioolvideoschouw

Het riool wordt door reinigings- en onderhoudsbedrijven met behulp van kleine wagentjes met videocamera en schijnwerper aan een videoschouw onderworpen. De beelden worden meestal via een kabel en soms draadloos naar de auto gezonden waarin opname- en beeldapparatuur is ingebouwd. De camera is op afstand 360 graden wendbaar. Zo kunnen ook gemakkelijk beschadigingen (bijvoorbeeld door boomwortels), wijkende naden of instortingen (bijvoorbeeld door verouderde buizen) worden gelokaliseerd.
De afstanden tussen de rioolputten bedraagt rond de 60 meter, maar de kabel is vaak enkele honderden meters lang. De gehele inspectie van één kilometer riool vergt ongeveer een werkdag. Een gemiddelde stad heeft tientallen kilometers riool. Doorgaans wordt er daarom het hele jaar door geïnspecteerd. Vanuit ervaring van de inspecteurs kan de waarschijnlijkheid van allerlei schade en veroudering steeds gerichter worden ingeschat, waardoor het tempo van de inspecties kan worden verhoogd.
Veel gemeenten voeren de zo verkregen films in in het GIS-systeem, zodat vanaf de plattegrond van de percelen met daarop de loop van de riolering met een klik een kijkje genomen kan worden onder de grond. Hier wordt bepaald welke onderhoudswerkzaamheden moeten worden uitgevoerd. Ook hier worden de resultaten van de successievelijke schouwen met elkaar vergeleken om ontwikkelprocessen van verval en veroudering op het spoor te komen.

## Hoogspanningskabels
In sommige landen, zoals Canada, Amerika, China en Japan worden de vrijhangende hoogspanningskabels door speciaal getrainde mensen in speciale geleidende pakken geïnspecteerd en onderhouden zonder dat de spanning van de leidingen hoeft te worden gehaald. Zij worden met helikopters op deze kabels afgezet. Een dergelijke werkwijze kan alleen veilig worden verricht als aan zeer strenge eisen is voldaan. Een kleine fout in handelingen, apparatuur of materialen kan ernstige gevolgen voor het personeel en de stroomvoorziening hebben. Om de risico's sterk te beperken is in Japan een robot ontwikkeld die een videoschouw van de kabels uitvoert. Deze robot is onder meer uitgerust met acht camera's en gps. Hiermee kunnen ononderbroken inspecties worden uitgevoerd aangezien de robot in staat is om allerlei barrières te overwinnen.